# Celama biguttalis
Celama biguttalis är en fjärilsart som beskrevs av Walker. Celama biguttalis ingår i släktet Celama och familjen trågspinnare. Inga underarter finns listade i Catalogue of Life.